# Granta en español
Granta en español es una revista de narrativa, reportaje y crónica, decana de las ediciones internacionales de la publicación británica Granta. Recoge en dos números anuales colaboraciones inéditas procedentes de todo el ámbito hispánico y escritos procedentes de los números en otros idiomas.  El cofundador de Granta en español es Aurelio Major.

## Historia
La edición en lengua inglesa de Granta fue fundada por alumnos de la Universidad de Cambridge en el año 1889, y en sus inicios fue dirigida por R. C. Lehmann (posteriormente asiduo colaborador de la revista Punch). El título es el antiguo nombre medieval del río Cam que cruza la ciudad y denomina dos actuales afluentes de su cauce. Como revista estudiantil publicó las primeras letras de algunos escritores que a la postre alcanzarían la fama, como William Empson, Michael Frayn, Ted Hughes, A.A. Milne, Sylvia Plath y Stevie Smith.
En 1979 un grupo de alumnos reactivó la publicación relanzándola como una revista de escritura nueva, con colaboraciones procedentes y destinadas a un público ajeno a Cambridge.
Bill Buford fue su director los primeros 16 años de la nueva época, seguido del periodista Ian Jack, que la encabezó desde 1995 hasta 2007. En la actualidad la dirige Sigrid Rausing, desde la sede en Londres para todo el ámbito de lengua inglesa.
La revista ha publicado ocho antologías de narradores estadounidenses, británicos, de lengua española y brasileños, reportajes de importancia histórica, y difundido, a veces por vez primera, la obra de narradores de lengua inglesa como Martin Amis, William Boyd o Kazuo Ishiguro, por citar algunos.
En 1994 Rea Hederman, propietario de The New York Review of Books, adquirió una participación mayoritaria de la publicación, la cual vendió en octubre de 2005 a la filántropa Sigrid Rausing, asimismo propietaria de las editoriales Granta Books y Portobello Books.

## Edición española
En 2003 Valerie Miles y Aurelio Major fundaron en Barcelona la edición española, decana de las internacionales, la cual ha sido sucesivamente patrocinada por las editoriales Emecé, Alfaguara y Duomo. En 2014 ha sido relanzada por Galaxia Gutenberg, al mando de Joan Tarrida.